# Debora Patta
Debora Patta (Salisbury, 13 luglio 1964) è una giornalista, produttrice televisiva e conduttrice radiofonica sudafricana, di origine italiana.

## Biografia
Suo padre era un ferroviere romano, di famiglia originaria di Praia a Mare (CS), emigrato nell'allora Rhodesia Meridionale, dove Debora è nata nel 1964. Si è trasferita con la madre in Sudafrica dopo la separazione dei genitori.
Ha studiato all'Università di Città del Capo dove si è diplomata in Scienze sociali nel 1984.

### Vita privata
Nel 1995 si è sposata col nobile zulu e produttore Mweli Mzizi, dal quale ha avuto una figlia, Chiara. Divorziata da Mzizi, nel 2003 si è risposata col manager Lance Levitas, dal quale ha avuto un'altra figlia.

## Riconoscimenti
- 1992: South African Checkers Journalist of the Year
- 2004: Vodacom Journalist of the Year Gauteng Region
- 2004: MTN 10 Most Remarkable Women in Media
- 2007: Simonsvlei Journalist Achiever of the Year[5]
- 2009: Vodacom Women in the Media[6]
- 2010: CEO Magazine South Africa's Most Influential Women in Business and Government[7]

Nel 2010 ha ricevuto il Tricolor Globe Award dall'Italian Women in the World Association.

## Pubblicazioni
- Anne Maggs e Debora Patta; Baby Micaela: the inside story of South Africa's most famous abduction case; Zebra Press, 1996; ISBN 9781868700493
- Rory Steyn e Debora Patta; One step behind Mandela: the story of Rory Steyn, Nelson Mandela's chief bodyguard; Zebra Press, 2000; ISBN 9781868722693